# الكتاب الأخضر (فلم)
الكتاب الأخضر (بالإنجليزية: Green Book)، فيلم كوميدي دراما أمريكي من إخراج بيتر فاريلي عن جولة حقيقية في الجنوب العميق في فترة الستينات التي قام بها عازف البيانو دون شيرلي وحارسه توني ليب الذي عمل كسائق وحارس لدون. الفيلم من كتابة ابن توني ليب الحقيقي، عرض الفيلم في مهرجان تورونتو السينمائي الدولي حيث فاز بجائزة اختيار الجمهور. من المقرر عرض الفيلم يوم 21 نوفمبر 2018 من قبل شركة يونيفرسال بيكشرز.

## ملخص الفيلم
تدور القصة حول توني ليب (فيجو مورتينسون)، حارس إيطالي أمريكي يتم استئجاره عام 1962 ليعمل سائقًا لصالح د. دون شيرلي (ماهرشالا علي)؛ واحد من أرقي عازفي البيانو في العالم، حيث يأخذه في جولة بين معالم جنوب أمريكا.. ولأن دون شيرلي من أصل أفريقي أمريكي، فقد اعتمد خلال رحلتهما على كتاب النيجر الأخضر ليرشدهما إلى الفنادق الصغيرة، المطاعم ومحطات الوقود. لتتمكن الرحلة من فتح أعين كل رجل منهما على عالم الرجل الآخر، فضلًا عن توجيه بصيرتهما للعالم الذي يعيشان به.

## طاقم العمل
- فيجو مورتينسين بدور توني ليب.
- ماهرشالا علي بدور دون شيرلي.
- ليندا إدنا كاردليني بدور دولوريس
- ديميتر مارينوف بدور أولغ.
- مايك هاتون بدور جورج.
- إقبال ثيبا بدور آميت

## عرض الفيلم
عرض الفيلم لأول مرة في مهرجان تورونتو السينمائي الدولي يوم 11 سبتمبر 2018، ومن المقرر عرضه في مهرجان نيو أورلينز السينمائي. وسيتم عرضه في دور العرض يوم 21 نوفمبر 2018.

## التقييم النقدي
حصل الفيلم على نسبة إقبالٍ هي 100 بالمئة من النقاد بناءً على 19 مراجعة على موقع الطماطم الفاسدة بمتوسط 7.8/10.

## روابط خارجية
- مقالات تستعمل روابط فنية بلا صلة مع ويكي بيانات